# Застава Украјине
Устав Украјине дефинише да је застава Украјине сачињена од две једнаке хоризонталне линије плаве и златне боје.
Порекло заставе је у честој употреби плаве и златне боје на грбовима у подручју Галиције од времена Галичко-волинске државе, а и данашњи грб Лавова је златни лав на плавој подлози. Сличне заставе плаве и беле боје користили су и козаци.
Савремено порекло заставе је у националној револуцији из 1848. године. Први пут је том приликом на згради магистрата Лавова истакнута златно-плава застава. Иако је покрет остао без значајнијих политичких последица, новоформиране украјинске дивизије у аустријској војсци користиле су златно-плаве заставе у својим ознакама.
Иако су оригиналне заставе из 1848. године биле заиста златно-плаве, с златном бојом као горњом, прелаз ка садашњем изгледу извршен је како би ширим слојевима украјинског становишта било лакше објашњено значење. Тако је настало уобичајено тумачење да застава представља небо изнад поља жита, које се одржало до данас иако нема везе са историјским настанком заставе.
Застава Украјине први пут је усвојена 1918. године као застава краткотрајне Украјинске Народне Републике. Поред тамније нијансе плаве, застава је у горњем левом углу имала украјински трозубац, који ће данас бити усвојен за грб Украјине. У совјетско време застава је замењена новом која је била у употреби до 1992. године.